# Octophialucium sinensis
Octophialucium sinensis is een hydroïdpoliepensoort uit de familie van de Malagazziidae. De wetenschappelijke naam van de soort is voor het eerst geldig gepubliceerd in 2010 door Huang, Xu, Guo & Qiu.